# Dash cam

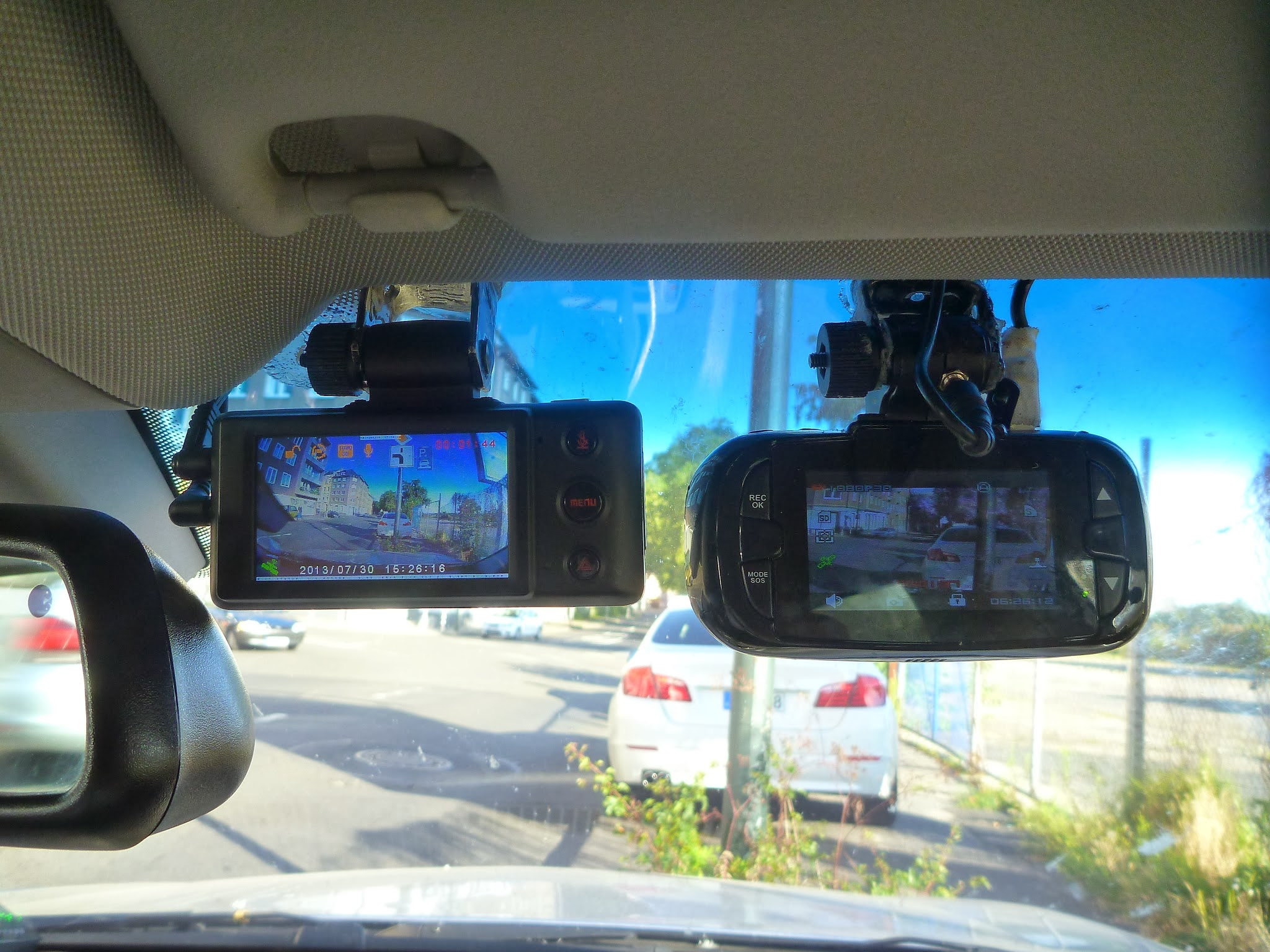
Due dash cam montate sul parabrezza anteriore

La dash cam (termine inglese, contrazione di dashboard camera, "telecamera da cruscotto"), chiamata anche DVR auto, è un dispositivo elettronico per l'acquisizione di immagini, applicabile sul parabrezza dei veicoli al fine di registrare gli eventi che accadono all'esterno della vettura nella direzione in cui tale dispositivo è rivolto, oppure per riprendere la cabina del mezzo e in questo caso prendono anche il nome di taxicam. 

## Descrizione
Inizialmente usate per motivi di ordine pubblico, sono sempre più diffuse come scatola nera per avere maggiori informazioni sulle dinamiche dei sinistri o semplicemente per catturare generiche immagini di paesaggi. 
I vari modelli presenti sul mercato si diversificano in base a caratteristiche e funzioni specifiche come ad esempio la qualità dell'obiettivo e del sensore CMOS o CCD, la risoluzione video, la memorizzazione del sonoro, l'autonomia delle pile, la sensibilità del sensore di movimento (G-sensor) e la capacità delle schede di memoria. I modelli con GPS integrato possono gestire i dati di localizzazione e le informazioni sulla viabilità mentre quelli dotati di Wi-Fi permettono il trasferimento delle immagini senza l'uso di cavi.
I dati vengono salvati continuamente dall'accensione e la registrazione si ferma generalmente con lo spegnimento del motore del veicolo o tramite la pressione di un tasto. 
Si tratta di dispositivi ad hoc specifici per svolgere particolari funzioni. Sono anche reperibili applicazioni che trasformano uno smartphone in una vera e propria dash cam.